# Bristol Lucifer
Il Bristol Lucifer fu un motore aeronautico radiale a 3 cilindri prodotto dalla britannica Bristol Aeroplane Company. Il Lucifer era un progetto della britannica Cosmos Engineering, azienda rilevata dalla Bristol nel 1920.

## Storia
Il primo Lucifer, progettato da Roy Fedden, fu avviato nel 1919. Nel 1920 la Cosmos andò in fallimento e fu assorbita dalla divisione motori della Bristol Aeroplane Company. Il motore fu presentato al grande pubblico nell'agosto 1920 all'Olympia Air Show di Londra. I cilindri del Lucifer, con la corsa ridotta di 31,8 mm, furono impiegati sul Bristol Jupiter, anch'esso originariamente un motore della Cosmos.

## Versioni
- Lucifer I: 100 hp (75 kW)
- Lucifer II: 122 hp (90 kW)
- Lucifer III: 128 hp (95 kW)
- Lucifer IV: 140 hp (104 kW)

## Velivoli utilizzatori
- Albatros L 69
- Arado S I (solo prototipo)
- Avro 504 (Lucifer I, solo prototipo)
- Boulton Paul P.10 (Lucifer I)
- Bristol M.1D (Lucifer IV)
- Bristol Primary Trainer (Lucifer II)
- Handley Page Hamlet (Lucifer IV)
- Junkers K 16
- LFG V44
- NVI F.K.29
- Parnall Peto (Lucifer III)
- Tupolev ANT-2

## Altri utilizzi
- ANT-IV